# (29495) 1997 WU7
1997 دابليو يو 7 (ويعرف أيضًا باسم (29495) 1997 دابليو يو 7 وفق تسمية الكوكب الصغير) (بالإنجليزية: 1997 WU7)‏ هو كويكب ضمن حزام الكويكبات؛ وترتيبه 29495 من حيث الاكتشاف.
اكتُشف هذا الجُرم الفلكي بواسطة Frank B. Zoltowski ‏ في 27 نوفمبر 1997.

## وصلات خارجية
- (29495) 1997 WU7 في قاعدة بيانات مختبر الدفع النفاث لأجرام النظام الشمسي الصغيرة

- الاكتشاف · مخطط المدار ·  العناصر المدارية · المعلمات المادية

- (29495) 1997 WU7 على موقع ويكي سكاي: DSS2, SDSS, GALEX, IRAS, Hydrogen α, X-Ray, Astrophoto, Sky Map, Articles and images